# Дичо Узунов
Дичо Стефанов Узунов е български партизанин и офицер (контраадмирал).

## Биография
Роден е на 1 юни 1921 г. в смолянското село Арда. През 1940 г. завършва средно образование в село Райково, днес квартал на Смолян. След това записва „Държавно стопанство“ в Софийския университет. Като студент членува в БОНСС.
От края на 1943 г. активно участва в създаването на партизански отряд в Смолянско. На 1 юни 1944 г. влиза в Среднородопския партизански отряд „Колю Шишманов“. Братята му Димитър и Никола също участват активно в съпротивата, като първият е ятак на отряда, а вторият е партизанин в него.
След 9 септември 1944 г. става секретар на организацията в родното си село и председател на местния комитет на ОФ.
От 1 юни 1945 г. е помощник-командир на 9-и граничен участък в Рудозем. От есента на 1945 г. е помощник-командир на дружина в двадесет и първи пехотен средногорски полк. През 1946 г. се записва в 10-месечен курс във Военното училище в София. На следващата година е назначен за командир на дружина от Деветнадесети пехотен шуменски полк. Между 1949 и 1951 г. учи във Военната академия „М. В. Фрунзе“. След завръщането се е назначен в Щаба на Военноморските сили като заместник-началник на Оперативния отдел. През 1954 г. става началник на отдела. От 1956 до 1957 г. учи в Ленинградската военноморска академия. При завръщането си е назначен за заместник-началник на щаба на Военноморския флот. От 1959 до 1972 г. е началник на Висшето военноморско училище „Н. Й. Вапцаров“. Преподава там по „Международно морско право“. От 9 септември 1969 г. е контраадмирал. През 1971 г. е награден с орден „9 септември 1944 г.“ – I степен с мечове.
Участва в Десетия конгрес на БКП (1971) като делегат от Варна.
От 1972 г. е на служба в Генералния щаб на БНА. След това е главен инспектор на флота. През 1982 г. по своя молба преминава в запаса.